# François Félix Tisserand
François Félix Tisserand (més conegut pel seu segon nom) (13 de gener de 1845, Nuits-Saint-Georges - 20 d'octubre de 1896, París), fou un astrònom francès.
Félix Tisserand va ser:
- director de l'observatori de Tolosa de Llenguadoc,
- director de l'observatori de París,
- professor d'astronomia matemàtica a la universitat de la Sorbonne, en morir el va succeir en el càrrec Henri Poincaré.
- membre de la Académie des sciences (Acadèmia de les ciències (França)).

Félix Tisserand ha donat nom al paràmetre de Tisserand.
El col·legi de Nuits-Saint-Georges, la seva ciutat natal, porta el seu nom.
Un asteroide porta el seu nom, el (3663) Tisserand.

## Algunes Publicacions
- Traité de mécanique céleste, 1889–1896 :
  - : Perturbations des planètes d'après la méthode de la variation des constantes arbitraires, 1889 ;
  - : Théorie de la figure des corps célestes et de leur mouvement de rotation, 1891 ;
  - : Exposé de l'ensemble des théories relatives au mouvement de la Lune, 1894 ;
  - : Théories des satellites de Jupiter et de Saturne. Perturbations des petites planètes, 1896.